# Kim Jung-nam
Kim Jung-nam (28 de janeiro de 1943) é um ex-futebolista profissional e treinador coreano, que atuava como meia.

## Carreira
Kim Jung-nam treinou o elenco da Seleção Coreana de Futebol da Copa do Mundo de 1986 